# Биляна Райчинова
Биляна Райчинова е родена през 1974 г. в София. През 2001 г. завършва право в Софийския университет „Св. Климент Охридски“. Има и магистърска степен по европейска интеграция от Нов български университет. През 2001 г. започва работа в отдел „Международни връзки и интеграционна политика“ към Националната служба за растителна защита, а от 2002 г. като парламентарен секретар на Министерството на енергетиката и енергийните ресурси. През 2003 г. Биляна Райчинова е назначена от Симеон Сакскобургготски за парламентарен секретар на Министерския съвет, на мястото на влязлата в парламента Гадар Хачикян. Остава на поста си до края на мандата на правителството.